# میان ثاقب نثار
میان ثاقب نثار (اردو: میاں ثاقب نثار؛ زادهٔ ۱۸ ژانویهٔ ۱۹۵۴) قاضی اهل پاکستان است. وی از سال ۲۰۱۶ تا ۲۰۱۹ قاضی ارشد پاکستان بوده‌است.